# Griseldis (Film)
Griseldis ist die Verfilmung des gleichnamigen Romans von Hedwig Courths-Mahler.

## Handlung
Die Handlung des Films entspricht der literarischen Vorlage:
Als Gräfin Alice von Treuenfels tot in ihrem Bett aufgefunden wird, wird ihr Mann Harro angeklagt, sie getötet zu haben, und zwar mit einem Gift, das er im Geheimfach seines Schreibtisches aufbewahrte. Schließlich hatte er durch die Untreue seiner Frau ein Motiv und war als letzter in Alices Schlafzimmer. Harro wird zwar aus Mangel an Beweisen freigesprochen, seitdem aber von der adligen Gesellschaft gemieden. Selbst sein Nachbar und bester Freund, Baron Fritz von Dalheim, grüßt ihn nicht mehr. Die einzigen, die an seine Unschuld glauben, sind seine kleine Tochter Gilda und seine Cousine Beate, die auch auf Schloss Treuenfels lebt und ihren Cousin leidenschaftlich, aber unerwidert liebt.
Als Harro eine Privatlehrerin für Gilda sucht, wird ihm Griseldis von Ronach empfohlen, eine lebenslustige junge Frau, die seit dem Tod ihres Vaters in einem Damenstift lebt. Durch die Stiftsleiterin, eine Verwandte Harros, ist sie über dessen Schicksal unterrichtet. Bei ihrer Ankunft verliebt sie sich sofort in ihn, auch er ist fasziniert von ihr, und auch mit Gilda versteht sie sich auf Anhieb. Nur Beate behandelt die Konkurrentin mit Strenge und Gefühlskälte. Griseldis glaubt fest an Harros Unschuld und nimmt sich vor, diese auch zu beweisen. Im Wald trifft sie zufällig ihre alte Freundin Tilly, die mit Harros Nachbar Fritz von Dalheim verlobt ist. Griseldis zuliebe überredet Tilly ihren Verlobten, den Kontakt zu Harro wieder aufzunehmen und ihn zu besuchen. Der unter seiner Isolation von der Gesellschaft leidende Harro ist darüber sehr froh und dankbar.
Griseldis hat einen seltsamen Traum, der ihr Hinweise zu den wahren Umständen vom Alices Tod gibt, und folgt diesen Hinweisen: In ihrem Zimmer findet sie hinter einem Gemälde einen geheimen Schacht in der Wand. Sie vermutet, dass dieser zu einem alten Turm führt, der an das Zimmer angrenzt, aber schwer zugänglich ist. In Alices Zimmer, das direkt unter ihrem liegt, findet sie einen identischen Schacht direkt über dem Nachttisch. Sie bittet Harro, den Turm besichtigen zu können, und Harro nimmt dies zum Anlass, die seit Langem unbenutzten Turmzimmer wieder herrichten zu lassen. Beate macht diese Entscheidung sichtlich nervös.
Harro hat sich inzwischen immer mehr in Griseldis verliebt, gesteht ihr nun seine Liebe und bittet um ihre Hand. Sie sagt ja, bittet aber um einen Aufschub der Bekanntgabe der Verlobung, da sie hofft, bald den Beweis für Harros Unschuld zu finden. Im Turmzimmer findet Griseldis schließlich den anderen Zugang zu dem geheimen Schacht, und im Schacht findet sie einen Ring von Beate, von dem diese behauptete, sie hätte ihn im letzten Winter im Schnee verloren. Damit ist klar: Beate hat Alice durch den Schacht hindurch das Gift in das auf ihrem Nachttisch stehende Weinglas geschüttet.
Beate überrascht Griseldis und sperrt sie in dem Schacht ein. Dann geht sie in ihr Zimmer und tötet sich mit dem restlichen Gift. Zuvor hatte sie einem Dienstmädchen gegenüber behauptet, Griseldis sei zu Besuch bei Dalheims und sie selbst fühle sich nicht wohl und wolle bis zum nächsten Morgen nicht gestört werden. Der am Abend nach Hause kommende Harro ist irritiert, holt vergeblich Erkundigungen bei Dalheim ein und lässt Griseldis überall suchen. Diese macht sich durch Klopfzeichen aus dem Schacht bemerkbar, und so findet Harro sie. Danach lässt er Beates Tür aufbrechen und findet ihre Leiche. Harro resümiert: „Es ist besser so. Eine Gräfin Treuenfels darf nicht von Henkershand sterben.“
Der Film endet mit Bildern von den Hochzeitsfeiern von Tilly und Fritz sowie von Griseldis und Harro.

## Produktion
Der vom Süddeutschen Rundfunk produzierte Film wurde 1973 gedreht und am 9. Juni 1974 zum ersten Mal ausgestrahlt. Als Drehort diente Schloss Vinsebeck bei Paderborn. Im Jahr darauf lief er auch im österreichischen Fernsehen. Später erschien er bei Lübbe Video auf VHS und 2013 bei Pidax Film auf DVD.

## Rezeption
„Ein Bilderbuch-Rührstück für unverbesserliche Romantiker, Regisseur und Darsteller machten diese Schnulze telegen, vier von sechs Punkten“

„So klischeehaft, dass es fast Spaß macht“

„Courths-Mahlers Klassiker „Griseldis“ war zweifellos der beste Film der kleinen Reihe. Das lag zum einen an den Spannungselementen, die fast an einen Psycho-Krimi erinnerten, und zum anderen an der zauberhaften Hauptdarstellerin Sabine Sinjen.“

„Solide inszenierte und gut gespielte Courths-Mahler-Verfilmung fürs Fernsehen, die freilich die Nichtigkeit der Romanvorlage nicht hinter sich lassen kann.“

„Erinnerungen, Rückblenden, kurze Wunschbilder, in Schwarzweiß und wie alte Stummfilme gedreht, halten wie der Stil des ganzen Films geschickt die Waage zwischen ungetrübtem Vergnügen und Parodie, Seufzen und Grinsen.“